# Rugby School
Rugby School – szkoła w mieście Rugby, założona w 1567 jako szkoła publiczna, od XIX w. jedna z elitarnych angielskich prywatnych szkół z internatem (ang. public school), uznawana za miejsce narodzin sportu rugby.

## Historia
Szkoła została założona w 1567 dzięki zapisowi Lawrence'a Sheriffa, kupca i dostawcy przypraw na dwór królowej Elżbiety I, jako bezpłatna szkoła dla chłopców z Rugby i Brownsover. Szkoła otrzymała m.in. własny dwór Sheriffa w Rugby, jednak pełny zapis zdołała przejąć dopiero w 1653. Przez pierwsze stulecie los szkoły był niepewny – wolę fundatora chcieli podważyć jego spadkobiercy, a sprawę rozstrzygnięto na korzyść szkoły dopiero w 1667. W 1797 doszło do buntu uczniów przeciwko dyrektorowi, który został stłumiony dopiero po przybyciu uzbrojonej policji, do kolejnych zamieszek doszło w 1822. Szkoła była w tym okresie drugą co do wielkości w Anglii, a stopniowo obok uczniów lokalnych przybywało uczniów pochodzących z dalszych okolic, których nauka była odpłatna.
W historii zapisał się Thomas Arnold, który był dyrektorem szkoły w latach 1828–1842 i dał ogromny impuls do jej rozwoju. Ukształtował szkołę stawiając trzy główne cele wychowawcze: przestrzeganie zasad religijnych i moralnych, dżentelmeńskie zachowanie oraz osiągnięcia naukowe. Uznał internat za integralną część szkoły i starszym uczniom powierzał nadzór nad młodszymi. Chciał kształtować przede wszystkim charakter uczniów. Jego idee znalazły bardzo szeroki oddźwięk w angielskim społeczeństwie między innymi dzięki niezwykle popularnej powieści Thomasa Hughesa Szkolne lata Toma Browna wydanej w 1857. Zainspirowały one Pierre'a de Coubertina do wykorzystania zorganizowanego sportu do wychowania młodzieży, a w efekcie – do organizacji nowożytnych igrzysk olimpijskich. Dzięki temu w 1915 Rugby School została uhonorowana przez Międzynarodowy Komitet Olimpijski Pucharem Olimpijskim, a w 2012 związek ten został upamiętniony specjalną uroczystością w szkole w obecności ognia olimpijskiego.
Następcami Arnolda na stanowisku dyrektora byli m.in. późniejsi arcybiskupi Canterbury, Archibald Campbell Tait i Frederick Temple. W 1868 Rugby School została zaliczona na mocy Public School Act do dziewięciu public schools czyli elitarnych, odpłatnych szkół z internatami przeznaczonych dla uczniów z całego kraju, których model w dużym stopniu był oparty na ideach Arnolda. W 1878 z majątku Rugby School ufundowano nową szkołę publiczną, która przejęła założone przez fundatora bezpłatne kształcenie dzieci z okolic. Pod koniec XX w. szkoła stała się koedukacyjna, pierwsze dziewczęta przyjęto w 1975.
Liczba uczniów w Rugby School sukcesywnie rosła. W 1777 było ich około 70, w 1794 – ok. 200, w 1828 – 260, w 1842 – 360, na początku XX w. – 580, w połowie tego stulecia – 700, a w latach 80. XX w. – 800. Uczniami szkoły byli m.in. Matthew Arnold (syn Thomasa Arnolda), Rupert Brooke, Austen Chamberlain, Neville Chamberlain, Charles Lutwidge Dodgson (Lewis Carroll), R.H. Tawney i Salman Rushdie.

## Zabudowania
Szkoła początkowo znajdowała się w centrum miasta, naprzeciwko kościoła parafialnego. W połowie XVIII w. została przeniesiona do południowej części miasta, do dworu znajdującego się na miejscu obecnych budynków. W latach 1809–1813 zabudowania przebudowano według projektu Henry'ego Hakewilla – powstał wówczas najstarszy istniejący obecnie budynek, The Quad na planie kwadratu, z niską narożną wieżą. Rozbudowywany był do 1830. W 1820 wzniesiono kaplicę pod wezwaniem św. Wawrzyńca, w której później pochowano dyrektora Arnolda. Z okazji trzystulecia szkoły w drugiej połowie XIX w. podjęto szeroko zakrojoną rozbudowę szkoły: w latach 1872–1885 otwarto szereg obiektów służących uczniom, w tym rozbudowaną kaplicę (1872), basen, obserwatorium, czytelnię, muzeum, warsztaty i nowy budynek szkolny, New Quad (1867–1885), zbudowane według projektu Williama Butterfielda w stylu neogotyckim.
Na początku XX w. powstały zabudowania w stylu edwardiańskim, w tym reprezentacyjny Temple Speech Room (1908–1909). Kolejne budynki z nową, mniejszą kaplicą upamiętniającą I wojnę światową powstały w okresie międzywojennym.

## Gra w rugby

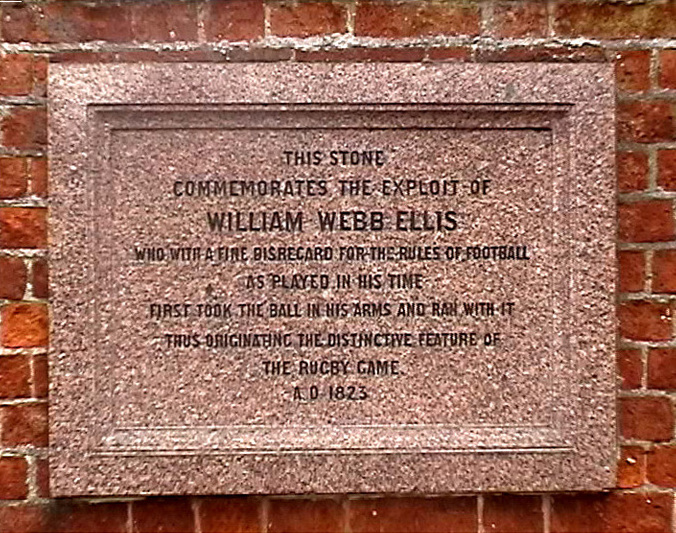
Tablica w szkole upamiętniająca Williama Webba Ellisa

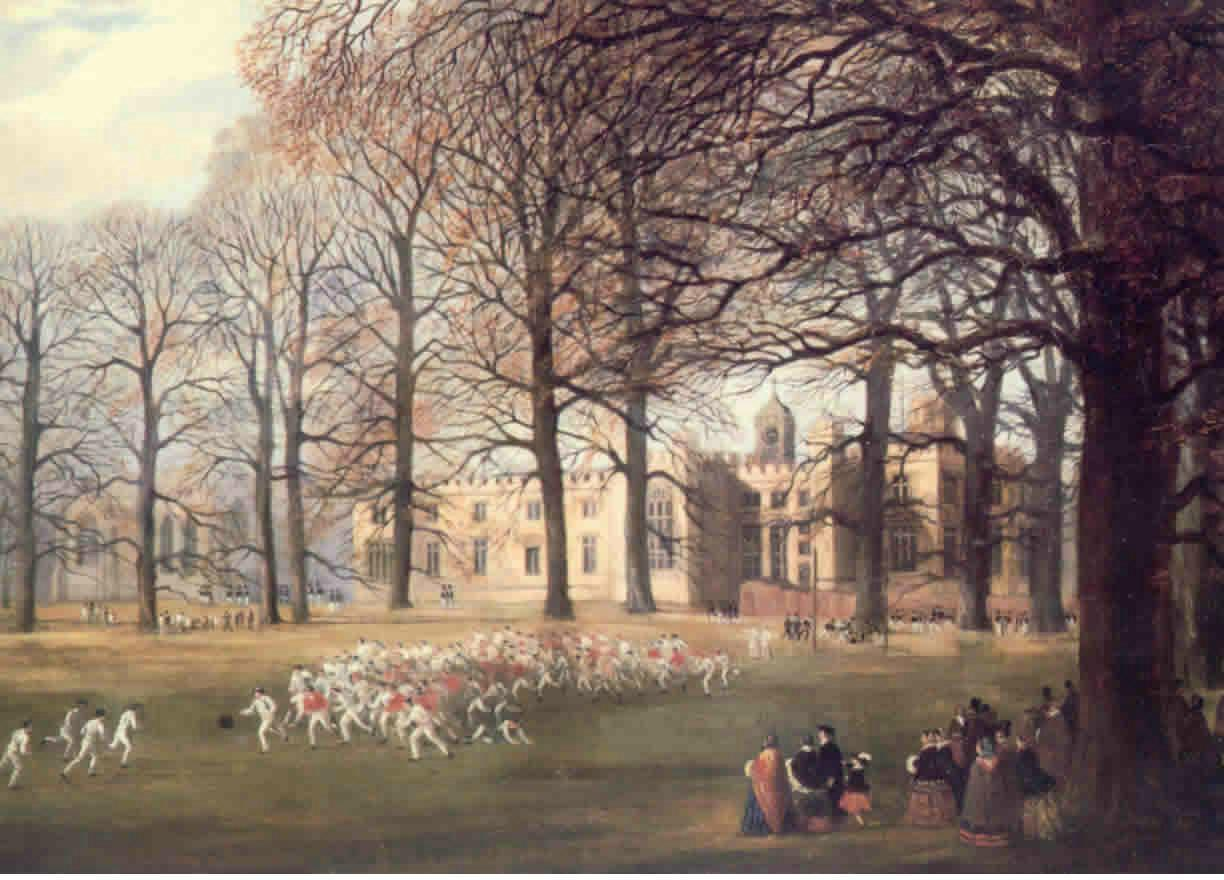
Mecz w piłkę w Rugby School w połowie XIX w.

W Rugby School uczniowie już na początku XIX w. uprawiali grę w piłkę, w której meczach drużyny mogły liczyć nawet setki uczestników. Do rozgrywek służył zielony teren przy szkole, The Close (pośrodku którego rosły drzewa, wymieniane jeszcze w przepisach z 1845). Według legendy w 1823 jeden z uczniów, William Webb Ellis miał jako pierwszy chwycić piłkę w ręce i pobiec z nią, co jest uznawane za symboliczny moment narodzin rugby. Legenda ta nie została w żaden sposób potwierdzona, a w praktyce stosowanie takiego rozwiązania rozpowszechniło się w szkolnych meczach w latach 30. XIX w. W 1845 uczniowie szkoły po raz pierwszy spisali reguły gry, z których pochodzi wiele pojęć do dziś stosowanych w terminologii rugby.
Gra według reguł z Rugby szybko się rozprzestrzeniała. Zasady te przyjmowano w wielu szkołach na Wyspach Brytyjskich, gdzie trafiały często wraz z dyrektorami lub nauczycielami wcześniej uczącymi się lub pracującymi w Rugby. Bardzo mocny impuls dla rozwoju gry dała publikacja w 1857 niezwykle popularnej powieści Szkolne lata Toma Browna, w której stanowiła ona istotny element. Thomas Hughes podkreślał w niej rolę gry w kształceniu charakteru uczniów i aktywność fizyczna zaczęła stanowić istotny element nurtu muscular christianity. W Rugby jako pierwszej szkole wprowadzono ujednolicone stroje do gry dla drużyny (potem białe koszulki uczniów szkoły miała przejąć reprezentacja Anglii). W 1868 aż 45 z 88 klubów w Anglii używało reguł z Rugby School, opierały się na nich też reguły gry przyjęte w 1871 przez Rugby Football Union. Połowa reprezentantów Anglii w pierwszym międzypaństwowym meczu rugby rozegranym w tym samym roku była wychowankami szkoły z Rugby. Spośród byłych uczniów z Rugby wywodziło się pięciu pierwszych prezesów angielskiej federacji rugby i pierwszy kapitan reprezentacji Anglii Frederick Stokes.
W 1923 stulecie rugby upamiętniono rozegraniem na The Close międzynarodowego meczu, w którym stanęły naprzeciwko siebie mieszane reprezentacje Anglii i Walii oraz Szkocji i Irlandii. 
Piłki na potrzeby gry dostarczał do szkoły miejscowy szewc, William Gilbert. Zapoczątkowana została w ten sposób historia firmy Gilbert specjalizującej się w sprzęcie sportowym do rugby. Piłki tej marki są dzisiaj dostarczane na najważniejsze turnieje rugby na świecie.
Imię Williama Webba Ellisa otrzymał puchar wręczany zwycięzcom organizowanego od 1987 Pucharu Świata w rugby union mężczyzn.